# Santa Catarina do Monte Sinai

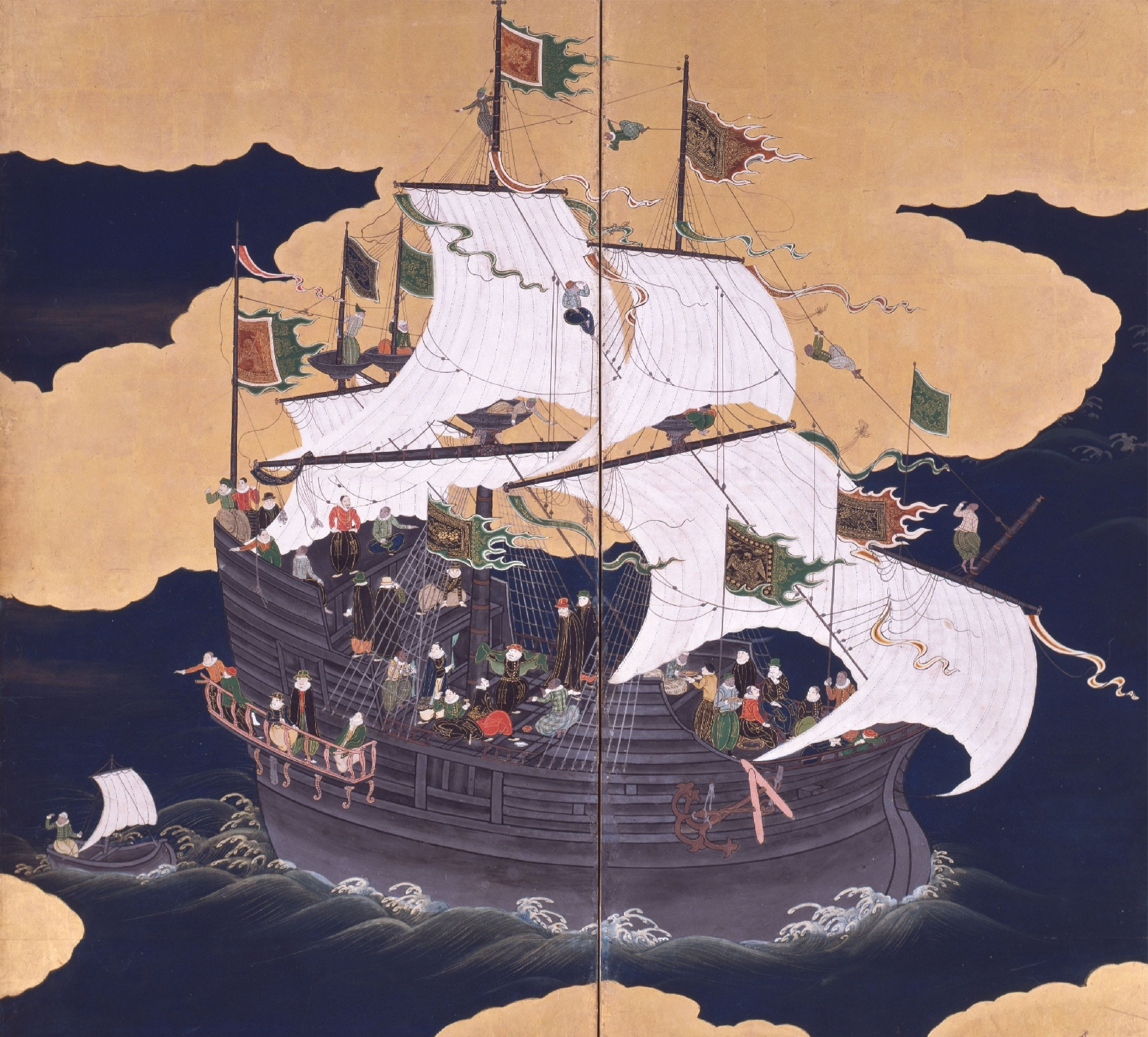
Egy portugál karakk a XVI. századból

A Santa Catarina do Monte Sinai portugál késői karakk. Portugál-India Koccsi városában épült 1512-ben. 1520-tól a portugál-indiai haditengerészetben szolgált.
A hajó a főfedélzet alatt két fedélzettel volt ellátva, a főfedélzet fölött pedig hátul négy, elöl három fedélzetet viselt. A hajó tatrésze hátul kissé összeszűkült felfelé, hogy a nagy magasságot ellensúlyozza. Négy árbóccal volt felszerelve. A főfedélzet felett nyeregtetős védőrácsozata volt, melynek tetején az elő- és a hátsó bástyát összekötő híd vonult végig. A felépítmények fedélzetei közti nyílásokban 140 kis, főleg kéziágyút hordott. 1524-ben Vasco da Gama zászlóshajója volt.